# Cissus phymatocarpa
Cissus phymatocarpa är en vinväxtart som beskrevs av P.S. Masinde & L.E. Newton. Cissus phymatocarpa ingår i släktet Cissus och familjen vinväxter. Inga underarter finns listade i Catalogue of Life.